# Yevgueni Dragunov
Yevgueni Fiódorovich Dragunov (Izhevsk, 20 de febrero de 1920 - ib., 4 de agosto de 1991) fue un constructor soviético de armas, creador de numerosos modelos de armas de fuego, deportivos y de combate. Fue laureado con el Premio Lenin y con el Premio Estatal de la Federación Rusa.

## Biografía
Nació en Izhevsk (según otras fuentes, en Vótkinsk), en una familia del constructor, y miembro del partido, Fiódor Vladímirovich Dragunov y de la Maestra Zinaida Constantínovna Dragunova (Sokovíkova, de soltera).
En el año de 1934, después de terminar la escuela secundaria, ingresó en la Escuela Técnica industrial de Izhevsk. En 1938 la terminó, como Tecnólogo. Al terminar la escuela técnica trabajó como tecnólogo en Izhmasch, en el taller n.º 28 de producción de partes de armas.
En 1939 fue llamado a las filas del Ejército Rojo y enviado a la escuela del cuerpo de mando subalterno, y posteriormente a la escuela de maestría de armas. En los años de la Gran Guerra Patria, el maestro armero superior Dragunov, quien se desempeñaba en el oriente, no fue al frente. En lo sucesivo, antes de la desmovilización, en 1945, trabajó como maestro armero superior.
En diciembre de 1945 (según otros datos, en enero de 1946), Yevgueni Dragunov, en calidad de sargento superior, regresó a Izhmasch, donde continuó trabajando en la sección del constructor principal, como técnico investigador en el grupo de P. P. Dementiev, que proveía la producción de fusiles. Desde agosto de 1946, Yevgueni Fiódorovich participó en el desarrollo de la carabina de repetición según el patrón del modelo del año 1943. En lo sucesivo trabajó como técnico constructor, jefe de sector, ingeniero constructor de primera categoría. Ya al cabo de un año, trabajaba independientemente, dedicándose a la modernización del fusil de tres líneas Mosina. Desde abril de 1949, Dragunov encabezó el desarrollo de un nuevo modelo de fusil. En diciembre de 1949 fue lanzada y probada la partida de 11 fusiles deportivos C-49.
Desde la primavera de 1958, después por encargo gubernamental, Dragunov dirigió el desarrollo del fusil de francotirador de calibre 7.62 mm, que recibió la marca SVD y que fue aceptado para el armamento el tres de junio de 1963. El grupo de Dragunov, del cual eran parte I. A. Samóilov, Yu. K. Aleksándrov, A. C. Svetlíchnaya e I. E. Uzlova, trabajaba en la sección del buró de construcción bajo la dirección de I. E. Semiónobyj. El trabajo principal del proyecto fue terminado a finales del año 1961. En agosto de 1962 se produjo una partida de 40 fusiles que había sido aprobada en el campo. Por el desarrollo del SVD, en abril de 1964, Yevgueni Fiódorov fue condecorado con el Premio Lenin.
En noviembre de 1973, bajo la dirección de Dragunov, se concluyó el diseño de la pistola ametralladora PP-71 que se empezó a producir en la fábrica mecánica de Izhevsk a partir de 1993 con la marca PP-91 Kedr (abreviatura de «Construcción de E. Dragunov»).
Desde 1975, Dragunov se dedicó al diseño de la metralleta de tamaño reducido MA con balas de 5.45 x 39 mm.
Yevgueni Fiódorovich falleció el cuatro de agosto de 1991. Fue sepultado en el cementerio Jojriakovskiy, en Izhevsk.

## Invenciones
En total, Yevgueni Dragunov creó cerca de 27 construcciones de sistemas de tiro, por ejemplo:
- SVD
- MC-74
- C-49
- TCV-1
- TsV-55 «Zenit»
- TsV-56 «Zenit-2»
- MTsV-55 «Strela»
- MTsV-56 «Taiga»
- MTsV-59 «Strela-3»
- «Biatlon-7-2»
- PP-91 «Kedr»
- Metralleta de tamaño reducido MA

## Premios
- Galardonado con la Orden de la Insignia de Honor, así como con medallas.
- Laureado con el Premio Lenin (1964).[12]
- Por Decreto Presidencial n.º 657, del 6 de junio de 1998, recibió el Premio Estatal por la colección de armas deportivas y de caza.
- Ciudadano honorario de Izhevsk (2011, póstumamente).[13]

## Distinciones
- En 1997, por disposición del alcalde de Izhevsk, fue renombrada una de las calles de la región Lenin de Izhevsk como calle del armero Dragunov.[14][15]
- En 2014, el nombre de E. F. Dragunov le fue conferido a la Escuela técnica industrial de Izhevsk.[16]
- El 12 de octubre de 2019, en Izhevsk, fue inaugurado el parque E. F. Dragunov, llamado en su honor.[17]

## Procedencia
- Esta obra contiene una traducción  derivada de «Драгунов, Евгений Фёдорович» de Wikipedia en ruso, publicada por sus editores bajo la Licencia de documentación libre de GNU y la Licencia Creative Commons Atribución-CompartirIgual 4.0 Internacional.

- Datos: Q505988